# Liga Asobal 1995-96
La Liga Asobal 1995-96 se desarrolló con una liga regular de dieciséis equipos en la que se enfrentaban todos contra todos a doble vuelta. Esta temporada los equipos que ascendieron directamente fueron el CajaBilbao Barakaldo y el Ariston San Antonio. El Cangas Frigoríficos Morrazo también ascendió, pero en la promoción, mientras el Prosesa Ademar León y el Eresa Valencia accedieron al ocupar los puestos del Alzira y el Juventud Alcalá, desaparecidos.
El defensor del título, el Elgorriaga Bidasoa, solo pudo ser tercero, tras el Caja Cantabria y el ganador de la liga, el FC Barcelona, que superó al segundo clasificado en trece puntos. El Barcelona disputó y ganó, además, la Copa de Europa, obteniendo nuevamente plaza para dicha competición junto al Caja Cantabria.

## Clasificación
| Pos | Equipo                      | J  | G  | E | P  | GF  | GC  | Dif  | Pts |
| --- | --------------------------- | -- | -- | - | -- | --- | --- | ---- | --- |
| 1   | F.C. Barcelona              | 30 | 29 | 0 | 1  | 956 | 663 | 293  | 58  |
| 2   | C.B. Cantabria Santander    | 30 | 22 | 1 | 7  | 840 | 721 | 119  | 45  |
| 3   | Elgorriaga Bidasoa Irún     | 30 | 20 | 4 | 6  | 740 | 670 | 70   | 44  |
| 4   | S.D. Academia Octavio Vigo  | 30 | 19 | 5 | 6  | 879 | 822 | 57   | 43  |
| 5   | C.BM. Granollers            | 30 | 19 | 1 | 10 | 815 | 741 | 74   | 39  |
| 6   | Prosesa Ademar León         | 30 | 17 | 1 | 12 | 821 | 735 | 86   | 35  |
| 7   | S.D. Teucro Pontevedra      | 30 | 14 | 6 | 10 | 812 | 741 | 71   | 34  |
| 8   | C.BM. Valladolid            | 30 | 15 | 2 | 13 | 845 | 835 | 10   | 32  |
| 9   | Cadagua Gáldar              | 30 | 12 | 6 | 12 | 835 | 856 | –21  | 30  |
| 10  | Avirresa Guadalajara        | 30 | 11 | 3 | 16 | 644 | 735 | –91  | 25  |
| 11  | S.D.C. San Antonio Pamplona | 30 | 11 | 2 | 17 | 643 | 696 | –53  | 24  |
| 12  | A.D.C. Ciudad Real          | 30 | 10 | 4 | 16 | 754 | 780 | –26  | 24  |
| 13  | Cangas Frigoríficos Morrazo | 30 | 9  | 5 | 16 | 704 | 733 | –29  | 23  |
| 14  | CajaBilbao UPV Barakaldo    | 30 | 4  | 2 | 24 | 733 | 895 | –162 | 10  |
| 15  | Balonmano Conquense         | 30 | 3  | 2 | 25 | 609 | 807 | –198 | 8   |
| 16  | Eresa Valencia              | 30 | 2  | 2 | 26 | 659 | 859 | –200 | 6   |

|  | EHF Champions League            |
|  | Recopa de Europa                |
|  | Copa EHF                        |
|  | EHF City Cup                    |
|  | Eliminatoria por la permanencia |
|  | Eliminatoria de descenso        |
|  | Descenso                        |

- Nota: El Avirresa Guadalajara y el Conquense fueron descendidos por problemas económicos, por lo que fueron sustituidos por el Eresa Valencia y el CajaBilbao UPV Barakaldo respectivamente, manteniendo su lugar en la Liga Asobal.